# زپف
زُپْف (انگلیسی: Zopf ،آلمانی: Züpfe) نوعی نان است که در سوئیس، اتریش یا آلمان پخته می‌شود
نان زوپف یکی از معروف‌ترین نان‌های آنجا محسوب می‌گردد و با آرد سفید، شیر، تخم‌مرغ و کره تهیه می‌شود و سپس خمیر آن به شکل گیس بافته شده و با زرده تخم مرغ قبل از پخت آغشته می‌شود. پس‌از پخته شدن به همین علت، پوسته نان، طلایی براق است. این نان معمولاً به طور سنتی درصبح روز یکشنبه خورده می‌شود.
نام زپف برگرفته از شکل نان و معنای واقعی این کلمه به معنای «بافته» یا «گیسو» است.